# Stockholm Open 1975
Lo Stockholm Open 1975 è stato un torneo di tennis giocato sul sintetico indoor (Vinyl Sports Floor). È stata la 7ª edizione dello Stockholm Open facente parte del Commercial Union Assurance Grand Prix 1975 e del Women's International Grand Prix 1975. Il torneo maschile si è giocato a Stoccolma dal 3 al 9 novembre, quello femminile dal 27 ottobre al 2 novembre 1975.

## Campioni

### Singolare maschile
Adriano Panatta ha battuto in finale  Jimmy Connors con il punteggio di 4–6, 6–3, 7–5

### Doppio maschile
Bob Hewitt /  Frew McMillan hanno battuto in finale  Charlie Pasarell /  Roscoe Tanner con il punteggio di 3–6, 6–3, 6–4

### Singolare femminile
Virginia Wade ha battuto in finale  Françoise Dürr con il punteggio di 6–3, 4–6, 7–5

### Doppio femminile
Françoise Dürr /  Betty Stöve hanno battuto in finale  Evonne Goolagong /  Virginia Wade con il punteggio di 6–3, 6–4